# Голдберг, Адам Фредерик
Адам Фредерик Голдберг (англ. Adam Frederick Goldberg; род. 2 апреля 1976, Филадельфия, Пенсильвания) — американский продюсер и сценарист, создатель и шоураннер телесериалов «Лучшая охрана», «Воображаемая Мэри», «Старая школа» и «Голдберги».

## Биография
Адам Фредерик Голдберг родился в еврейской семье в Филадельфии и жил в соседнем городе Дженкинтауне. Его родители — Беверли (урожденная Соломон; род. 8 октября 1943) и покойный Мюррей Голдберг (25 сентября 1940 — 1 февраля 2008). Адам самый младший в семье; у него есть брат — Барри (род. 15 октября 1969) и старший брат Эрик (род. 18 августа 1967).
Адам окончил Нью-Йоркский университет.

## Фильмография
Автор сценария (соавтор, участие) 
- 2001  — «Area 52»
- 2002 — «Город демонов 2: Тьма наступает»
- 2002 — 2006 — «Непослушные родители»
- 2004 — «Frenching»
- 2005 — «Шоу Маппетов: Волшебник из страны Оз»
- 2007 — «Чужие в Америке»
- WordGirl
- Фанаты
- Пришельцы на чердаке
- Монстры против овощей
- Secret Girlfriend
- Как приручить дракона
- Лучшая охрана
- Voltron Force
- Драконы: Подарок ночной фурии
- 2013 — наст. время — «Голдберги»
- Команда Турбо — 2013—2016
- Воображаемая Мэри — 2017
- 2019 — 2020 — «Старая школа»
- Atlantis 7

Продюсер
- 2002 — 2006 — «Непослушные родители» (сопродюсер)
- 2002 — 2006 — «Дежурный папа: Летний лагерь» (сопродюсер)
- 2007 — «Мстители» (исполнительный продюсер)
- 2007  — 2008 — «Чужие в Америке»  (продюсер-консультант)
- 2009 — 2015 —  «Сообщество» (продюсер-консультант/супервайзер)